# Chatollets Hemmelighed
Chatollets Hemmelighed er en dansk stum dramafilm fra 1913 produceret af Nordisk Films Kompagni og instrueret af Hjalmar Davidsen efter manuskript af Carl Th. Dreyer.
Filmen havde dansk premiere den 15. september 1913 i Kosmorama i København og blev distribueret i en lang række lande i udlandet. 

## Handling
Grevinde de la Garde ligger på sit dødsleje. Da rejser hun sig - hendes blik er stift rettet mod det gamle chatol - hun vakler fra sengen henimod det. Men inden hun når sit mål, falder hun om og drager sit sidste suk. Grevindens nevø, kammerjunker v. Høfft, har fulgt retningen af hendes blik og sendt det gamle chatol et kritisk øjekast. Han har aldrig - og heller ikke nu - kunnet opdage noget mærkeligt ved dette ærværdige møbel, men beslutter dog nu ikke at tabe det af sigte. 
Da auktionen over grevinde de la Gardes efterladenskaber nogen tid senere finder sted, møder han derfor op for at købe det gamle chatol. Har han først fået det indenfor sine vægge, lykkes det ham vel - tænker han - at aflure det den hemmelighed, hans tante har taget med sig i graven. På den samme auktion træffer han imidlertid sin officerskammerat Arthur Fang, der viser sig at være interesseret liebhaver til det gamle chatol.
De to kammerater byder hinanden over, og det bliver Fang, der går af med sejren. En dag sidder Fang ved det gamle chatol. I tanker giver han sig til at pille ved en knap, som han hidtil næppe nok har lagt mærke til. Da glider pludselig en hemmelig skuffe frem, og i den finder han et dokument skrevet af grevinde de la Garde, hvori der står, at han er et uægte barn af afdøde. Såfremt han melder sig i tide, er han universalarving.

## Medvirkende
- Maja Bjerre-Lind som Grevinde de la Garde, von Høffts tante
- Lau Lauritzen Sr. som Premierløjtnant von Høfft
- Aage Fønss som Premierløjtnant Arthur Fang
- Charles Willumsen som Rentier Faber
- Ella Sprange som Clara, Fabers datter
- Carl Schenstrøm
- Kate Fabian
- Ingeborg Bruhn-Bertelsen
- Valdemar Hansen
- Birger von Cotta-Schønberg
- Holger Syndergaard
- Ingeborg Jensen
- Agnes Lorenzen
- Lily Frederiksen
- Aage Henvig
- Paula Ruff
- Betzy Koefoed